# 권언정
권언정은 대한민국의 가수다. 2015년 싱글 《비오는 날마다》로 데뷔했다.

## 학력
- 백제예술대학교 실용음악과 보컬전공

## 방송
- 보이스 코리아 2020 (2020) - Top32

## 음반
- 비오는 날마다 (2015)
- 어차피 (2015)
- 사랑하고 싶은 날씨 (2016)